# (8006) Tacchini
(8006) Tacchini ist ein Asteroid des mittleren Hauptgürtels, der am 22. August 1988 am Observatorium San Vittore (IAU-Code 552) in Bologna entdeckt wurde.
Der Asteroid wurde am 8. August 1998 nach dem italienischen Astronomen Pietro Tacchini (1838–1905) benannt, der zusammen mit Angelo Secchi 1871 die Italienische Spektroskopische Gesellschaft gründete und 1874 den Venusdurchgang in Indien beobachtete.